# William Cadogan, 1. hrabě Cadogan
William Cadogan, 1. hrabě Cadogan (William Cadogan, 1st Earl Cadogan, 1st Viscount Caversham, 1st Baron Cadogan of Oakley; 1672, Liscarton – 17. července 1726, Londýn) byl anglický vojevůdce, státník a diplomat ze šlechtického rodu Cadoganů. Vynikl za války o španělské dědictví na bojištích v Evropě i jako diplomat, patřil k přátelům vévody Marlborougha. V roce 1718 byl povýšen na hraběte, jeho potomstvo patří dodnes k nejbohatším aristokratickým rodům v Británii.

## Kariéra
Pocházel ze starobylého waleského rodu, byl synem Henryho Cadogana (1642–1715). Studoval v Dublinu a od mládí sloužil v armádě, již v roce 1694 byl plukovníkem. Na počátku války o španělské dědictvívá působil v zázemí Marlboroughovy armády v Evropě, zúčastnil se bitvy u Höchstädtu a postupoval v hodnostech (brigádní generál 1704, generálmajor 1706, generálporučík 1709). V letech 1705–1716 byl za stranu whigů členem Dolní sněmovny, v letech 1706–1712 byl guvernérem v Toweru. V rámci války o španělské dědictví ale nadále působil v Evropě, v roce 1706 byl vyslancem v Hannoversku a v letech 1707–1711 spojeneckým guvernérem a anglickým vyslancem v Haagu.[zdroj?]
Jeho kariéra úspěšně pokračovala po skončení války a nástupu hannoverské dynastie. Po roce 1714 byl vyslancem v Bruselu a v Haagu, zároveň zastával posty u dvora (v letech 1714–1726 byl správcem královského šatníku). V roce 1716 byl povýšen na barona a vstoupil do Sněmovny lordů a v roce 1717 získal hodnost generála. V letech 1716–1717 byl vrchním velitelem ve Skotsku, kde také obdržel Řád bodláku (1716) a od roku 1717 byl členem Tajné rady. V roce 1718 byl povýšen na hraběte, ve Walpolověě vládě zastával funkci generálního polního zbrojmistra (Master–General of the Ordnance, 1722–1725). Jako předák opozice proti Walpolovi musel v červnu 1725 opustit vládu a zemřel o rok později

## Rodinné a majetkové poměry
V roce 1704 se oženil s Margarettou Munter (1675–1749), dcerou nizozemského právníka Jana Muntera. Z jejich manželství se narodily dvě dcery, Sarah (1706–1751) byla manželkou 2. vévody z Richmondu, mladší Margaret se provdala do rodu vévodů z Portlandu. William Cadogan zemřel bez mužského potomstva a jeho úmrtím zanikl titul hraběte z Cadoganu, mladší bratr Charles (1685–1776), který byl též generálem a dlouholetým poslancem Dolní sněmovny, zdědil jen titul barona, v další generaci byl rodině znovu udělen hraběcí titul.[zdroj?]
Jeho sídlem byl zámek Caversham Park (Oxfordshire). Přestavbou zámku a úpravou zahrad se snažil konkurovat sousednímu zámku Blenheim Palace jeho přítele vévody z Marlborough.[zdroj?]